# Manunggal Jaya (Ipuh)
Manunggal Jaya is een bestuurslaag in het regentschap Muko-Muko van de provincie Bengkulu, Indonesië. Manunggal Jaya telt 623 inwoners (volkstelling 2010).